# Psykotonikum
Psykotonikum, psykotont preparat, av grekiskans tonos, spänning, ett preparat som stimulerar och ger ökad vitalitet. Det är en äldre benämning på centralstimulerande preparat.